# Brett Crozier
Pour les articles homonymes, voir Crozier.
Brett Elliott Crozier (né le 24 février 1970 à Santa Rosa) est un militaire américain.
Il sert comme commandant de l'escadron d'aéronavale VFA-94, puis du navire de commandement amphibie USS Blue Ridge et enfin du porte-avions USS Theodore Roosevelt. Il est relevé de ce dernier commandement en avril 2020, après avoir alerté sur les risques sanitaires dans son navire à cause de la pandémie de Covid-19. Cette décision suscite la controverse aux États-Unis.